# Blue Water Drilling Corporation
Blue Water Drilling Corporation was een Amerikaanse boormaatschappij die in 1956 gevormd werd door Olin Oil & Gas, Mississippi River Fuel, Austral Oil Exploration en Crescent Drilling met als doel om naar olie te boren in de Golf van Mexico.

## Blue Water Rig No. 1
Daartoe werd bij Ingalls Shipbuilding het afzinkbare boorplatform Blue Water Rig No. 1 besteld die in 1957 geleverd werd. Het ontwerp was gebaseerd op de Kermac Rig 46 en voorzag er in dat het platform op een boorlocatie afgeballast werd tot het op de zeebodem rustte. Na het boren van een put werd het ontballast en naar de volgende locatie gesleept. In 1958 werd ook de Kermac Rig 46 zelf ingehuurd.
Tijdens het verslepen van afzinkbare platforms werden deze ontballast om een minimale diepgang te verkrijgen. Tijdens slecht weer werd er echter wel deels ballastwater ingenomen, wat leidde tot een gunstig zeegedrag. Dit viel Bruce Collipp van Shell Oil op tijdens een reis met de Margaret van Odeco. Dit bracht Shell ertoe om in 1961-62 de Blue Water Rig No. 1 om te bouwen tot wat bekend werd als semi-submersible of halfafzinkbaar platform. Shell leasde het platform voor de toen ongekend lange tijd van vijf jaar, op voorwaarde dat het platform aangepast mocht worden en dat die aanpassingen geheim bleven. Voor Sam Lloyd van Blue Water was dit uitstekend, aangezien het platform daarvoor zo'n half jaar geen werk had gehad:
Do whatever you want with it. Paint it red and yellow if you have to.
De ombouw en de proefvaart daarna waren een succes en een belangrijke doorbraak die de olieindustrie lang had bezig gehouden:
For years, there have been three big secrets in the offshore oil business: (1) how much this or that company planned to bid for upcoming leases, (2) the geological data a company picked up from exploration holes and (3) what Shell Oil Co. was doing with its "Blue Water" drilling rig
Collipp stelde:
you can see a whole new way of thinking in the offshore oil business. Unlike a few years ago, we're looking now at geology first, and then water depths.
In oktober 1964 kapseisde het echter tijdens orkaan Hilda en was daarmee verloren. Daarmee had Blue Water in de Golf geen platform meer.

## 2, 3 en 4
Aan de westkust had Blue Water wel een platform, want daar had Kaiser Steel de Blue Water 2 opgeleverd naar een vergelijkbaar ontwerp. Tot die tijd had Shell met Continental Oil, Union Oil en Superior Oil in het CUSS-consortium pogingen ondernomen met boorschepen als de Submarex, de CUSS I en de CUSS II. De zeegang en deining op de Grote Oceaan maakte dat dit met de nodige problemen gepaard ging, zodat Shell ook hier koos voor een semi-submersible.
In mei 1966 werd de Blue Water 3 opgeleverd door Levingston Shipbuilding, zodat er ook in de Golf weer een platform was.
Ondertussen was Blue Water Drilling in 1965 overgenomen door Santa Fe en de aanvankelijk Blue Water 4 genoemde uit 1968 kwam dan ook als Santa Fe Mariner 1 in de vaart. Dit was een nieuw ontwerp en was niet gekenmerkt door de vier flesvormige kolommen, maar was de eerste semi-submersible waarbij de kolommen op pontons waren geplaatst. De semi bestond uit twee pontons met op elk ponton drie kolommen, terwijl de breedte beperkt was tot panamax zodat het Panamakanaal nog gepasseerd kon worden. Het ontwerp vormde ook de basis voor de pijpenlegger en kraanschip Choctaw I.